# Калинкин, Борис Тихонович
Бори́с Ти́хонович Кали́нкин (19 апреля 1913 — 10 июня 1945) — Герой Советского Союза (20 июня 1944), Народный герой Югославии (7 сентября 1944).

## Биография

### Детство и юность
Борис родился в селе Дубасово Сердобского уезда в семье почтальона. Русский. В 1915 году семья Калинкиных переехала в посёлок Ртищево. В 1928 году окончил семилетнюю школу. Работал помощником слесаря на мясокомбинате.
По комсомольской путёвке был направлен на учёбу в Балашовскую школу Гражданского воздушного флота, по окончании которой в 1932 году, работал лётчиком-инструктором этой школы. В 1938 году Бориса Калинкина перевели в Пятигорск, где сначала он был пилотом пассажирского самолёта, а затем стал командиром звена. Член КПСС с 1941 года.

### В годы Великой Отечественной войны
В годы Великой Отечественной войны сражался с немецко-фашистскими захватчиками на Северо-Кавказском фронте.
В марте 1944 года Б. Т. Калинкин выполнял правительственное задание в Каире.
С весны 1944 года выполнял специальное задание правительства по оказанию помощи партизанам и Народно-освободительной армии Югославии: доставлял оружие, боеприпасы, продовольствие.
25 мая 1944 года немецкое командование выбросило в районе города Дрвара, где располагался Верховный штаб югославской армии, воздушный десант в составе 700 человек. Утром 26 мая подошли танковые и механизированные войска немцев, нанесшие удар с фронта, который проходил всего лишь в 50 км от города. В ходе ожесточённого боя с охраняющими штаб подразделениями югославской армии противнику удалось занять Дрвар, однако операция по захвату в плен маршала Тито полностью провалилась. Члены Верховного штаба и правительства Югославии вырвались из окружения и по заброшенным тропам ушли в горы. Через десять дней тяжёлых переходов штаб Тито вышел в район Купрешко Поле, расположенное в ста километрах от Дрвара.
В течение десяти дней немецко-фашистские войска преследовали Верховный штаб НОАЮ. В связи с этим югославское командование приняло решение эвакуировать руководящие органы в безопасное место. Выполнение задачи по эвакуации штаба советским командованием было поручено экипажу транспортного самолёта «Ли-2» авиационной группы особого назначения, в состав которого в качестве второго пилота входил капитан Борис Тихонович Калинкин.
В ночь на 4 июня 1944 года экипаж, в составе первого пилота А. С. Шорникова, второго пилота Б. Т. Калинкина и штурмана П. Н. Якимова, вылетел на выполнение задания. Маршрут полёта проходил через морской порт Сплит, прикрытый сильным огнём зенитной артиллерии противника. Надо было преодолеть Адриатическое море и хребты Динарских гор, вершины которых достигали трёх тысяч метров. Низкая облачность, сильный ветер и отсутствие характерных ночных ориентиров затрудняли нахождение места посадки. Посадочная площадка, подготовленная партизанами, была очень малых размеров и располагалась среди гор, вблизи противника. Заход на посадку был возможен только с одной стороны.
Лётчики А. С. Шорников и Б. Т. Калинкин отлично посадили самолёт у последнего костра, за которым начинался крутой обрыв. Они взяли на борт 20 человек, среди них маршал И. Б. Тито, его первый заместитель Э. Кардель, начальник Генерального штаба югославской армии А. Йованович, генерал-лейтенанты И. Милутинович и А. Ранкович, начальник советской военной миссии генерал-лейтенант Н. В. Корнеев, начальник англо-американской военной миссии В. Стрит и члены Верховного штаба югославской армии. Их благополучно доставили на советскую авиационную базу Бари (Италия), созданную по договорённости с союзниками. В эту же ночь экипаж в ещё более сложных условиях совершил второй рейс на Купрешко Поле и вывез на эту же базу ещё 20 работников Верховного штаба югославской армии. Через несколько часов в Купрешко Поле вошли немецко-фашистские танки.
За эвакуацию из вражеского окружения на военную базу Бари Верховного штаба Народно-освободительной армии Югославии во главе с маршалом Иосипом Броз Тито 20 июня 1944 года Борису Тихоновичу Калинкину присвоено звание Героя Советского Союза с вручением ордена Ленина и медали «Золотая Звезда».
Президиум антифашистского веча Народного освобождения Югославии удостоил Б. Т. Калинкина звания Народного героя Югославии.

### Гибель

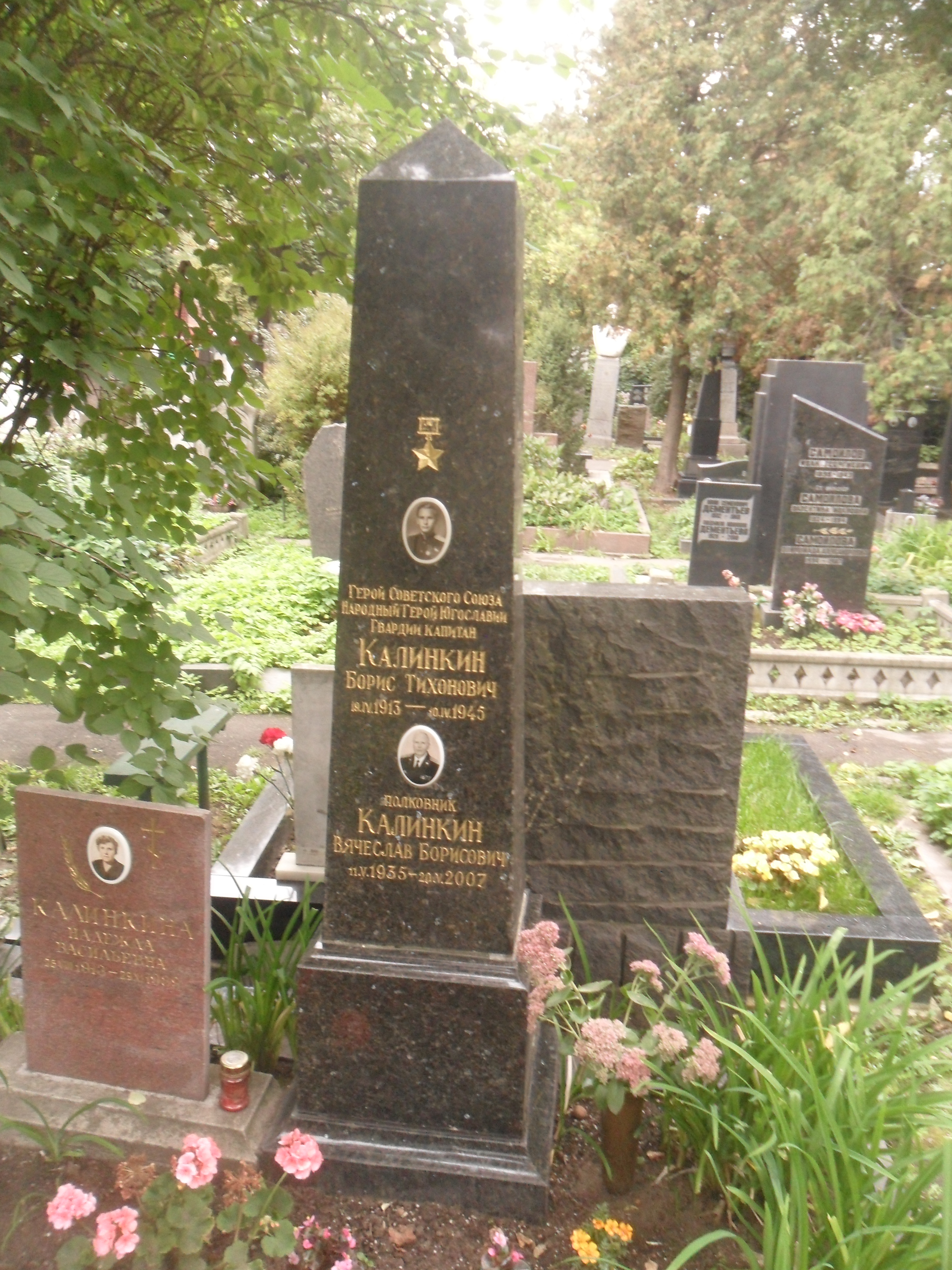
Могила Калинкина на Новодевичьем кладбище Москвы.

Погиб в Германии вблизи города Нойбранденбурга во время автомобильной катастрофы. Расследование показало, что эта катастрофа была спланирована и проведена немецкой разведкой генерала Гелена. Похоронен 14 июня 1945 года в Москве на Новодевичьем кладбище на Аллее Героев (участок 4, ряд 11).

### Семья
Жена — Надежда Васильевна.
Сын — Вячеслав Борисович (11.5.1935 — 20.5.2007), выпускник Суворовского училища и Военно-химической академии РККА имени Тимошенко; служил в ракетных войсках, преподавал в академии. Полковник.

## Награды и звания
- Герой Советского Союза (20 июня 1944).
- Народный герой Югославии (7 сентября 1944).
- Орден Ленина (1944).
- Орден Народного героя (Югославия) (1944).
- Медаль «За оборону Кавказа».

## Память

Сердобск. Бюст Калинкина Б. Т.

- Именем героя названы улицы в Ртищево и Пятигорске.
- Мемориальная доска в Пятигорске. Установлена 22 июня 2013 года[4].
- В городе Сердобск на Аллее Героев установлен бюст.
- Навечно зачислен в списки личного состава Пятигорского авиационного предприятия, где работал до войны. Приз имени Калинкина присуждается лучшему коллективу предприятия.
- В 1985 году Почта СССР выпустила художественный маркированный конверт, посвящённый Б. Т. Калинкину (художник П. Бендель).